# Lidia Smyczyńska
Lidia Smyczyńska-Adamska (ur. 1935 we Lwowie, zm. 28 czerwca 2004 w Warszawie) – polska dziennikarka i wydawca, redaktor naczelna "Tygodnika Demokratycznego" (1988–1990) oraz pisma "Gmina i Powiat" (1999–2003).

## Życiorys
Dzieciństwo spędziła we Lwowie (w czasach polskich i podczas okupacji sowiecko-niemieckiej). W 1945 przeprowadziła się do Opola. Podczas działalności na Śląsku związała się ze Stronnictwem Demokratycznym. Stanęła na czele redakcji "Zeszytów historyczno-politycznych SD", na łamach których publikowała artykuły dotyczące historii SD i jego znanych działaczy, również tych pomijanych w oficjalnych publikacjach. Była m.in. autorką opracowania poświęconego Waleremu Goetlowi (Profesor Walery Goetel, geolog, dydaktyk, społecznik (1889-1972), Warszawa 1984).
Pracowała również w "Tygodniku Demokratycznym". W latach 1988–1990 była redaktorką naczelną pisma, któremu starała się nadać bardziej niezależny od cenzury i partyjnych nacisków kształt.
Po 1991 współtworzyła prywatne wydawnictwo "Bis-Press", które wydało m.in. album "Cmentarz Obrońców Lwowa (2002). Od 1999 była redaktorem naczelnym pisma poświęconego problematyce samorządowej "Gmina i Powiat".